# 白木村 (山口県)
白木村（しらきそん）は、山口県大島郡にあった村。現在の周防大島町中央部の東にあたる。本項では発足時の名称である家室西方村（かむろにしがたそん）についても述べる。

## 地理
- 山岳 ： 白木山、伊崎山、佐連山
- 島嶼 ： 沖家室島、我島

## 歴史
- 1889年（明治22年）4月1日 - 町村制の施行により、西方村・地家室村・沖家室島・外入村の区域をもって家室西方村が発足。
- 1941年（昭和16年）11月3日 - 家室西方村が改称して白木村となる。
- 1955年（昭和30年）4月1日 - 油田村・和田村・森野村と合併して東和町が発足。同日白木村廃止。

## 出身者
- 宮本常一 - 民俗学者。